# Fontaine de Dubaï
La fontaine de Dubaï est un ensemble de fontaines situé sur le lac artificiel du Burj Khalifa, au centre du centre-ville de Dubaï, aux Émirats arabes unis.
Conçu par WET Design, la société américaine responsable déjà à l'origine des fontaines du Bellagio à Las Vegas, il est illuminé par 6 600 lumières et 25 projecteurs de couleur. Il mesure 275 mètres de long et projette l'eau à 152,4 mètres. Chorégraphiés et accompagnés par de la musique classique, de la musique arabe contemporaine et des musiques du monde, l'ensemble a coûté près de 218 millions de dollars et a été officiellement inauguré le 8 mai 2009 avec la Dubai Mall.

Schéma de distribution vu du ciel
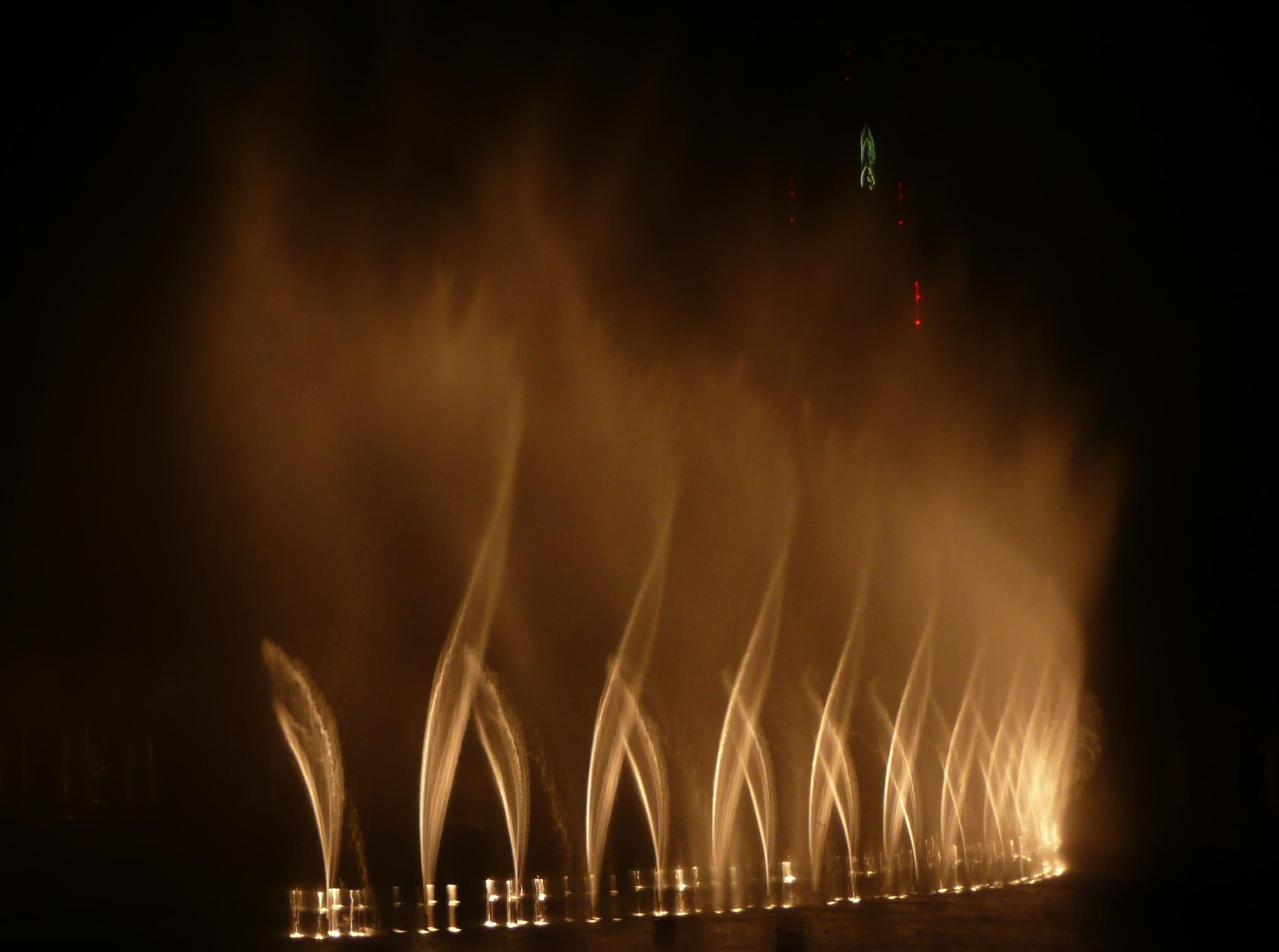
Chorégraphie sur la chanson Bassbor Al Fourgakom